# Jumar
Jumar José da Costa Júnior, mais conhecido como Jumar (Bandeirantes, 28 de Abril de 1986), é um ex-futebolista brasileiro que atuava como volante.

## Carreira

### União Bandeirante e Paraná Clube
Jumar iniciou a sua carreira no União Bandeirante de sua cidade natal no Paraná. Logo, despontou e foi contratado em definitivo pelo Paraná Clube, aonde permaneceu por dois anos.

### Palmeiras
No ano de 2008, Jumar foi contratado pelo Palmeiras, e permaneceu até o final de 2009 somando 62 jogos e 1 gol pelo clube. 
Jumar também era conhecido no alviverde pelo medo que colocava na torcida do Palmeiras, como prova disso ganhou até mesmo em sua homenagem o hit "Eu tenho medo do Jumar", música criada por um torcedor para descrever o sentimento da torcida do Palmeiras ao ver o volante jogar. 
Na música também são citados outros grandes jogadores como Jéci, Fabinho Capixaba e o Jefferson, o novo Roberto Carlos. 

### Vasco da Gama
No início do ano seguinte, o Vasco da Gama anuncia a contratação do volante.
Na segunda metade de 2010, Jumar chegou a ser anunciado como reforço do Avaí para o restante do Campeonato Brasileiro mas não houve acerto com o clube.
Após esse fato, Jumar se tornou o coringa (jogador que atua em várias posições) da equipe do Vasco e vem tendo boas atuações. Em 20 de janeiro de 2012, durante a pré-temporada, Jumar foi vendido ao Guangzhou R&F Football Cl por 2,3 Milhões

### Guangzhou R&F e quase retorno ao Vasco
Em 20 de Janeiro de 2012, Jumar foi vendido ao Guangzhou R&F, da China. no dia 29 de janeiro de 2014 
A possibilidade do retorno do volante Jumar surgiu ainda durante a pré-temporada da equipe e continua de pé em São Januário. O clube enviou na semana passada uma proposta de empréstimo ao Guangzhou R&F, da China, pelo jogador de 28 anos e aguarda a resposta. Segundo pessoas ligadas à diretoria vascaína, a negociação "está caminhando e, se acontecer, será em condições muito favoráveis ao Vasco". Agora pode acertar com o Flamengo. Seu contrato terminou no dia 31 de dezembro de 2014 e não continuará no clube chinês.

### Londrina e lesões
Em 28 de julho de 2015, Jumar acertou com o Londrina, para a sequência da temporada da Série C do Campeonato Brasileiro. Jumar estava parado há mais de 1 ano devido a uma lesão que sofreu no Guangzhou R&F, e estreou pelo Londrina contra o rebaixado Madureira, em 27 de setembro de 2015, em que sua equipe venceu por 1x0.
Em 1º de março de 2016, ele sofreu uma lesão no ligamento colateral do joelho e desfalcará o Tubarão por 4 semanas. Jumar sentiu dores no local no segundo tempo da partida contra o Paraná Clube, pela sexta rodada do Campeonato Parananense.
Recuperado após uma série de lesões no joelho, em 4 de julho de 2017, Jumar voltou a marcar um gol, sendo seu primeiro gol pelo Londrina, diante do Paysandu, na vitória da sua equipe por 2-1, fora de casa, válido pela Série B.

### Aposentadoria
Em setembro de 2018, após deixar o Londrina e devido a seguidas lesões no joelho, Jumar anunciou sua aposentadoria aos 32 anos.

## Títulos
Palmeiras
- Campeonato Paulista: 2008

Vasco da Gama
- Copa do Brasil: 2011

Londrina
- Copa da Primeira Liga: 2017